# Tetragonulina
Tetragonulina es un género de foraminífero bentónico de la familia Lagenidae, de la superfamilia Nodosarioidea, del suborden Lagenina y del orden Lagenida. Su especie-tipo es Tetragonulina prima. Su rango cronoestratigráfico abarca el Mioceno superior.

## Clasificación
Tetragonulina incluye a la siguiente especie:
- Tetragonulina prima †